# Siegwald Dahl

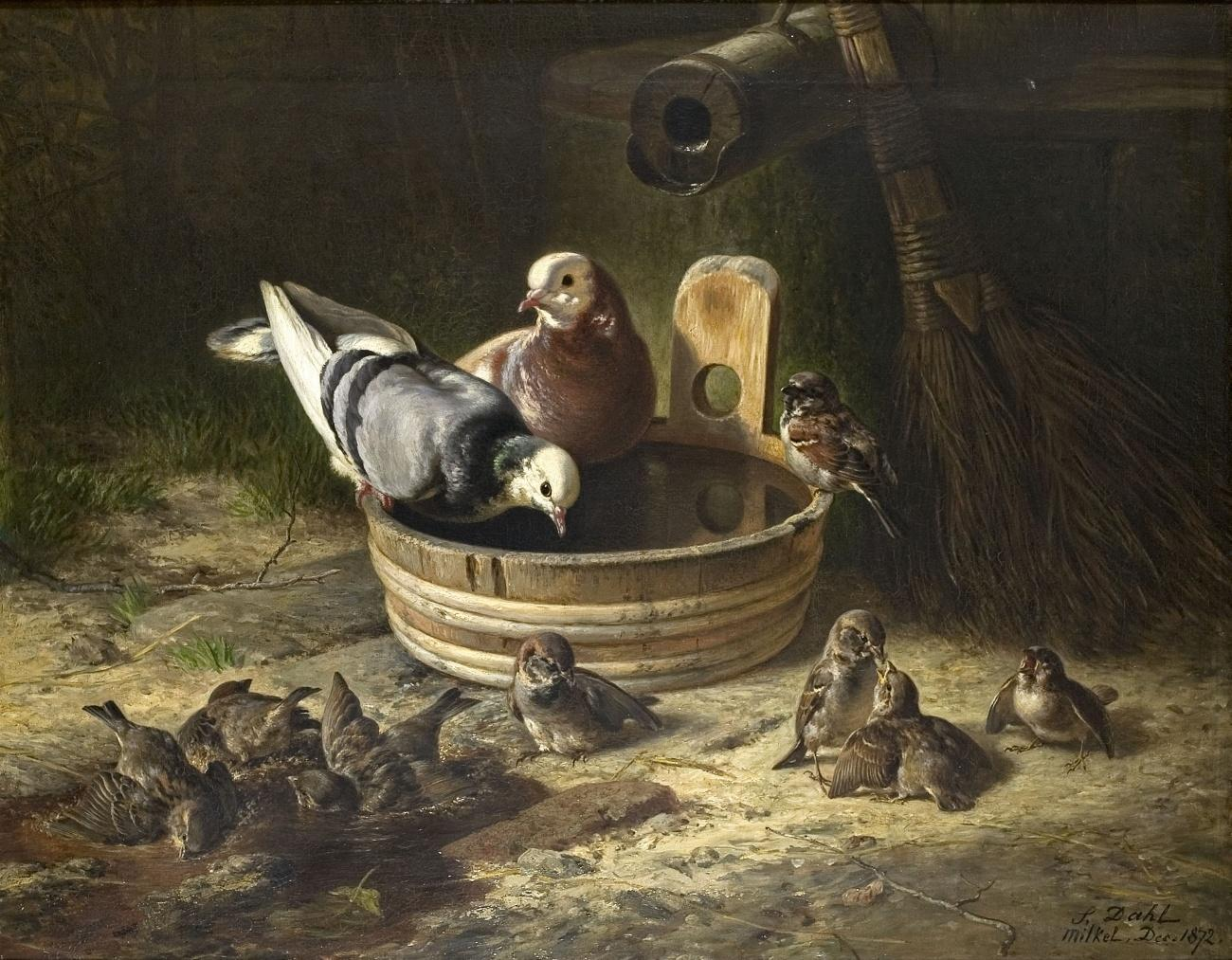
Duvor och sparvar som dricker. (1872)

Siegwald Johannes Dahl, född 16 augusti 1827, död 15 juni 1902, var en norsk-tysk konstnär, son till Johan Christian Dahl.
Dahl var bland annat verksam som porträttmålare, bland hans verk märks ett porträtt av fadern i Bergens museum. Främst ägnade han sig dock åt djurmåleri. Dahl finns representerad vid bland annat Nationalmuseum i Stockholm.